# 茶碱
茶碱（英語：Theophylline）是一种化学物质，广泛存在于自然界中的红茶和绿茶中，是一种磷酸二酯酶 (PDE) 抑制剂，可广泛用于治疗呼吸系统疾病。它与咖啡因共同存在于茶中，也具有与咖啡因类似的结构和药理学特性，為一腺苷受體拮抗劑，可阻斷腺苷受體的作用。
茶碱的主要作用有：
- 放松支气管平滑肌
- 加强心肌收缩
- 加快心律
- 增加血压
- 增加肾血流
- 一些消炎作用

茶碱与许多种药物（如苯妥英类的抗癫痫药物和西咪替丁之类的抗溃疡药物）都有相互作用，使用时要注意配伍禁忌。茶碱在治疗方面主要应用在：
- 慢性气道阻塞（chronic obstructive diseases of the airways）
  - 气道胆碱能神经功能亢进
- 在慢性阻塞性肺疾病（chronic obstructive pulmonary diseases，COPD）
  - 支气管哮喘

## 历史
于1888年，茶碱首先被一位德国生物学家阿尔贝希特·科塞尔（Albrecht Kossel）从茶叶中萃取所得。于1896年，茶碱被另一位德国自然学家威廉·特劳伯（Wilhelm Traube）通过化学方法证明並合成。茶碱首次被用于医学用途，是在二十世纪50年代应用于哮喘的治疗。

## 新陈代谢

茶碱是咖啡因在体内的代谢产物之一

茶碱代谢最开始是发生在肝脏中细胞色素P450酶：CYP1A2和CYP2E1。主要的代谢产物有1-甲基黄嘌呤，3-甲基黄嘌呤和1,3-二甲基尿酸。

## 副作用
副作用与血药浓度的关联性很高，当血药浓度小于10mg/L时极少出现副作用。所以，大剂量给药时最好测定血药浓度，以便指导安全用药。最常见的副作用是恶心、呕吐、头痛，这些现象与磷酸二酯酶抑制有关。腺苷受体阻滞可导致利尿、心悸，剂量更高的情况下可出现心律失常、癫痫发作甚至死亡。突然停用茶碱类药物，可能导致哮喘恶化。有多种干扰茶碱代谢的药理及病理生理过程，包括：
- 可能增加茶碱血药浓度的情况：红霉素、环丙沙星、别嘌呤醇、西咪替丁、扎鲁司特、齐留通、老年、高碳水化合物饮食、充血性心力衰竭、肺炎、肝病、病毒感染、接种。
- 可能降低茶碱血药浓度的情况：利福平、苯巴比妥、乙醇、吸烟、吸食大麻、儿童、高蛋白低碳水化合物饮食、烤肉。

存在上述因素时，应增加茶碱血药浓度监测的频率。
茶鹼對動物的神經系統可能有不良影響，例如對貓狗來說可可鹼（巧克力）、茶鹼(茶飲、茶料理)與咖啡因(咖啡)都具強烈毒性。